# Суховский сельсовет (Красноярский край)
Суховский сельсовет — сельское поселение в Тасеевском районе Красноярского края.
Административный центр — село Сухово.

## История
Статус и границы сельского поселения установлены Законом Красноярского края от 25 февраля 2005 года № 13-3116 «Об установлении границ и наделении соответствующим статусом муниципального образования Тасеевский район и находящихся в его границах иных муниципальных образований» (в редакции Закона Красноярского края от 21.02.2006 № 17-4196)

## Население
| 2010 | 2012  | 2013  | 2014  | 2015  | 2016  | 2017  |
| ---- | ----- | ----- | ----- | ----- | ----- | ----- |
| 1231 | ↘1181 | ↘1164 | ↘1109 | ↘1080 | ↘1067 | ↘1032 |

## Состав сельского поселения
В состав сельского поселения входят 6 населённых пунктов:
| № | Населённый пункт | Тип населённого пункта       | Население |
| - | ---------------- | ---------------------------- | --------- |
| 1 | Бурмакино        | деревня                      | 42        |
| 2 | Верх-Канарай     | деревня                      | 31        |
| 3 | Караульное       | село                         | 161       |
| 4 | Новобородинка    | деревня                      | 43        |
| 5 | Струково         | деревня                      | 100       |
| 6 | Сухово           | село, административный центр | 854       |

## Местное самоуправление
Суховский сельский Совет депутатов
Дата избрания: 14.03.2010. Срок полномочий: 5 лет. Количество депутатов:  10
Глава муниципального образования
- Ермакова Галина Вениаминовна. Дата избрания: 14.03.2010. Срок полномочий: 5 лет